# Тимирязевка (Костанайская область)
Тимирязевка (каз. Тимирязев) — село в Сарыкольском районе Костанайской области Казахстана. Административный центр Тимирязевского сельского округа. Находится примерно в 42 км к северу от районного центра, посёлка Сарыколь. Код КАТО — 396259100.

## Население
В 1999 году население села составляло 1147 человек (577 мужчин и 570 женщин). По данным переписи 2009 года, в селе проживали 872 человека (435 мужчин и 437 женщин).